# 密爾瓦基釀酒人
密爾瓦基釀酒人是一支位於威斯康辛州密爾瓦基市的美國職棒大聯盟球隊，隸屬國家聯盟中區。隊名來自於當地著名的釀酒產業。目前球隊的主場為2001年開幕的美國家庭球場，可容納42,200名觀眾。
釀酒人最初成立在華盛頓州西雅圖，名為西雅圖飛行員。球隊在西雅圖比賽一季後，就移往密爾瓦基。釀酒人從1969年球隊擴編到1997年球季為止，都是屬於美國聯盟，之後他們移往國家聯盟中區。
1982年，他們拿下唯一一次的聯盟冠軍。當年釀酒人以美聯東區冠軍進入季後賽，並拿下美聯冠軍，打進球隊唯一一次的世界大賽，但敗給聖路易紅雀。
2008年，釀酒人以外卡資格再度獲得季後賽門票，但在國家聯盟分區賽被費城費城人給擊敗，無法晉級。2011年9月23日，釀酒人獲得了暌違29年的第1個分區冠軍。在國家聯盟分區賽以3勝2敗淘汰了亞利桑那響尾蛇，但是在國家聯盟冠軍賽卻以2勝4敗不敵最後拿下世界大賽冠軍聖路易紅雀。

## 歷史

### 1966年－1969年：尋找新球隊
亞特蘭大勇士隊在密爾瓦基待了12年之後，決定在1965年球季搬至亞特蘭大。勇士曾在1957年擊敗紐約洋基，為密爾瓦基帶來一座世界大賽冠軍。
為了避免密爾瓦基勇士遷移至較大的電視轉播市場。勇士小股東，也是密爾瓦基當地的車商巴德·塞利格（Bud Selig），成立名為「Teams Inc.」的組織。該組織鼓吹當地對於球隊的所有權，並成功阻止1964年球季勇士球團的出走。但在1965年球季，勇士依然決定遷移至亞特蘭大。Teams Inc.決定將焦點放在為密爾瓦基找來新球隊。
塞利格不放棄他的目標，還出席領隊會議，希望能獲得大聯盟擴張新球隊的擁有權。塞利格之後將「Teams Inc.」改名為「密爾瓦基釀酒人棒球俱樂部」（Milwaukee Brewers Baseball Club Inc.），名稱中的「釀酒人」（Brewers）不僅是密爾瓦基當地自豪的釀酒產業，也是密爾瓦基在十九世紀時所擁有的球隊名稱。1901年，美國聯盟成立，密爾瓦基因此擁有一支名為「釀酒人」的大聯盟球隊，但球季結束後這支球隊成為了聖路易棕人（Saint Louis Browns，現今的巴爾的摩金鶯）。從1902年到1952年，隸屬於小聯盟的密爾瓦基釀酒人在美國協會的成功，吸引了波士頓勇士來到這座城市。塞利格從小就在波夏特球場（Borchert Field）看小聯盟的比賽，並且希望他的新球隊能延續這傳統。
為了證明密爾瓦基依然支持大聯盟比賽，塞利格與芝加哥白襪簽下合約，將1968年球季的九場主場移至密爾瓦基縣立球場（Milwaukee County Stadium）舉行。1967年，白襪與明尼蘇達雙城的表演賽吸引了超過五萬一千名觀眾入場，讓塞利格相信這可證明密爾瓦基將提供新球隊美好的家。
在密爾瓦基的這九場比賽，共湧入了驚人的264,297觀眾。該球季白襪在剩餘的58場主場中，總入場數有539,478名觀眾。光是這九場比賽，就大約是白襪總觀眾數的三分之一。在這成功的試驗之後，塞利格同意白襪在隔年能繼續在密爾瓦基舉行比賽。
塞利格滿懷希望下參加了1968年的領隊會議，認為球迷對比賽的支持給予他成立密爾瓦基球隊的正當性。但最後的決議讓他夢碎，國家聯盟由聖地牙哥（教士）和蒙特婁（博覽會）獲選，美國聯盟的獲選城市為堪薩斯市（皇家）和西雅圖（飛行員）。
領隊會議的失敗，讓塞利格的目光轉向現有球隊，希望能以購買或遷移的方式，讓密爾瓦基能擁有一支球隊。一開始，他的目標放在附近的球隊―芝加哥白襪。1969年，白襪計畫將在密爾瓦基舉辦11場比賽。雖然這次入場的球迷稍微減少（總入場數198,211，平均每場18,019人），但是在比例上，已超越白襪總入場數的三分之一（在其他59場主場共有391,335名觀眾，平均每場6,632名）。根據塞利格的說法，他本來已經與白襪隊老闆亞瑟·艾林（Arthur Allyn）達成口頭協議買下球隊，並遷到密爾瓦基。但美國聯盟不希望將球團白白送給國家聯盟，於是否決這項決議，亞瑟·艾林之後將球隊賣給弟弟約翰·艾林（John Allyn）。
在經歷這一連串令人沮喪的事情後，塞利格將目標轉移至新成立的美聯球隊：西雅圖飛行員。

### 1969年－1970年：源起西雅圖
1969年，西雅圖加入美國聯盟。西雅圖長期是小聯盟的溫床，也是太平洋岸聯盟中重要支柱西雅圖雨山（Seattle Rainiers）的所在城市。克里夫蘭印地安人曾在1965年計畫遷往西雅圖。吸引印地安人的許多理由讓西雅圖成為大聯盟擴張球隊的絕佳選擇。西雅圖是西岸的第三大都會區（僅次於洛杉磯和灣區）。同時，當地沒有其他同等級的職業球隊競爭，只有NBA的超音速進駐。當時NBA的受歡迎程度與棒球仍有一段差距。
球隊老闆是前雨山投手、球隊經理，及前太平洋岸聯盟總裁杜威·索利安諾（Dewey Soriano）。在預見將有新球隊來臨之後，他請求在西雅圖結識的印地安人老闆威廉·戴利（William Daley）提供大量的擴張費用。之後，戴利買下球隊的百分之47的股份，成為董事會主席，而索利安諾擔任球隊總裁。
不過，出現了兩件出乎意料的事。球隊原先預定在1971年開始加入季賽，但在密蘇里州參議員史都華·賽明頓（Stuart Symington）的壓力之下，提前在1969年球季開打。堪薩斯城的職業棒球運動從1883年就已存在，但在1967年球季結束後，當地的運動家隊搬到奧克蘭，而賽明頓無法接受堪薩斯城必須等待三年才有新的職業球隊。另外，飛行員必須付給太平洋岸聯盟100萬美金作為失去比賽主場的補償。1968年，在國王縣民同意發行巨蛋球場（後來的國王巨蛋）的債券之後，西雅圖飛行員正式成立。加州天使主管馬文·米爾克斯（Marvin Milkes）被聘為球隊經理，國聯冠軍聖路易紅雀教練團的喬·舒茲（Joe Schultz）則擔任總教練。
意料之中的，飛行員的戰績不佳（但舒茲和米爾克斯認為他們應可拿下西區第三）。戰績64勝98敗，與西區冠軍的勝差高達33場。
不過，球隊最大的問題是希克斯球場（Sicks Stadium）。作為雨山隊的主場，這球場曾被視為是小聯盟的最佳球場之一。但到了1960年代，球場已經過於老舊。當時大聯盟給西雅圖開出的條件是，希克斯球場必須要擴建到三萬個座位。但在1969年球季開始時，工程進度大幅落後，僅僅只有17,000個座位。記分板也到開幕日晚上才完成。六月時，座位增至25,000，但增加的座位阻礙了視線。水壓在七局以後幾乎沒有，當觀眾超過一萬名時情況更為明顯。入場人數低迷（678,000）讓飛行員在季末幾乎沒有資金可用。球隊新主場預計建在西雅圖中心（Seattle Center），但反對者的請願書讓興建計畫陷入停擺。
球季結束後，索利安諾與塞利格接觸。他們秘密會面了一個多月，在世界大賽第一場開打時，索利安諾同意以1000萬到1300萬美金的價格，將球隊賣給塞利格。塞利格之後可將球隊遷移至密爾瓦基，並改名為釀酒人。但在華盛頓州參議員華倫·馬格努森（Warren Magnuson）、亨利·傑克遜（Henry M. Jackson），以及首席檢察官史雷德·戈登（Slade Gorton）的壓力下，被迫中止這項協議。大聯盟要求索利安諾與戴利去尋找當地的買家。當地連鎖戲院老闆弗瑞德·丹茲（Fred Danz）在1969年10月提出一千萬美金的購買案，但在加州銀行（Bank of California）索回先前借給索利安諾和戴利作為起始費用的四百萬美金之後，宣告失敗。1970年1月，威斯汀飯店集團（Westin Hotels）老闆艾迪·卡爾森（Eddie Carlson）成立一個非營利組織要買下球隊，但他在得知這個做法會使其他球團貶值之後決定中止。而傳統的交易案則以一票之差未能通過。
飛行員在新任總教練戴夫·布里斯托（Dave Bristol）帶領下展開春訓，但他們仍不知新球季將會在何處落腳。球團初步同意密爾瓦基的購買案，但華盛頓州在3月17日接到了這項交易的禁止令。索利安諾立刻宣佈破產—此舉是為了阻止所有售後的法律行動。在破產宣布一週後，米爾克斯證實球隊已沒有錢支付教練、球員及行政人員的薪水。只要米爾克斯不支付球員薪水超過10天，球員將成為自由球員，離開西雅圖。考慮到這一點，聯邦破產裁定人席尼·沃林（Sidney Volinn）在4月1日（開幕日前六天）宣告飛行員的破產，這幫球隊開闢了一條通往密爾瓦基的道路。球隊的設備已被移往猶他州普若佛，等待球團高層給予移往西雅圖或密爾瓦基的指示。
在西雅圖飛行員短短一年的歷史中，有許多被記載於吉姆·波頓（Jim Bouton）經典的棒球書籍《四壞球》中。

### 1970年－1977年：早年在密爾瓦基
在距離開幕日只有6天的情況下，球隊沒有時間去訂製新的球衣，因此他們決定拿下球衣上的飛行員標誌，換上釀酒人的標誌。事實上，釀酒人制服上依然可見飛行員標誌的輪廓。塞利格原先是希望用之前當地小聯盟球隊所使用的海軍藍和紅色作為球隊代表色（白襪在縣立體育場舉行比賽時，所發行的紀念徽章就有使用那兩種顏色），但在時間緊迫的情況下，他們決定沿用飛行員的藍色和金色。由於時間緊迫（及其地理位置），讓釀酒人必須接替飛行員在美聯西區的席次。這結果造成了釀酒人與白襪和雙城之間的對抗，同時也意謂著釀酒人必須面對一些路途遙遠的客場征戰。
在這情況下，釀酒人的1970年戰績是65勝97敗（較1969年進步一場）。一直到1978年以前，球隊戰績都不盡理想。
塞利格在1973年聘請受球迷歡迎的前密爾瓦基釀酒人捕手戴爾·克蘭多爾（Del Crandall）擔任總教練。同年，原屬美聯東區的華盛頓參議員搬到德州阿靈頓，改名為德州遊騎兵。因此，遊騎兵加入美聯西區，釀酒人則加入美聯東區。
在這段時間，釀酒人在娛樂及棒球上獲得良好的名聲。當時的球隊副總裁狄克·哈基特（Dick Hackett）僱用法蘭克·查爾斯在比賽中演奏沃利策（Wurlitzer）風琴，並推出球隊吉祥物釀酒人柏尼（Bernie Brewer）和邦妮（Bonnie Brewer）。
這段時間的釀酒人球員們獲得許多球迷的喜愛，像是羅賓·楊特、吉姆·史蘭頓(Jim Slaton)、吉姆·甘特納（Jim Gantner）、高曼·湯瑪斯（Gorman Thomas）、唐·曼尼（Don Money）和塞索·庫珀等。他們帶領釀酒人打下1980年代初期的榮耀。
1974年11月2日，釀酒人精心安排一場交易，將外野手戴夫·梅（Dave May）和小聯盟投手羅傑·亞歷山大（Roger Alexander）交易至勇士，換來名人堂球星漢克·阿倫。雖然漢克·阿倫已不在巔峰期，但他仍將其名望帶到這個年輕球隊，而且擔任指定打擊可延長他的棒球生涯。

### 1978年－1983年：光榮歲月
釀酒人在70年代末期到80年代初期達到高峰。1978年，釀酒人在第一輪第3順位選進的名人堂球星，德國小子「The Ignitor」-保羅·莫里特也在這年首次登場，他在新人年打出2成73的打擊率，這年釀酒人拿下93勝僅次於紐約洋基及波士頓紅襪。隔年，在賽西爾·庫柏、班·歐格里維（Ben Oglivie，與瑞吉·傑克森並列1980年球季全壘打王）和高曼·湯瑪斯（1979年的45支全壘打成為隊史紀錄，李奇·塞克森在2001年與2003年追平紀錄，普林斯·菲爾德在2007年以50支全壘打締造新紀錄）等人的全壘打火力下拿下分區第二。在1980年以分區第三的成績結束後，釀酒人拿下1981年下半季冠軍（其賽制是因應球員罷工而產生，請參見1981年美國聯盟分區賽），在季後賽敗給紐約洋基。這是球隊第一次打進季後賽。
1982年釀酒人以95勝67負的戰績拿下美聯冠軍。球隊旺盛的進攻火力（總得分及全壘打數領先全聯盟）贏得了「Harvey's Wallbangers」的綽號（結合調酒哈維撞牆（Harvey Wallbanger）與球隊總教練哈維·奎恩（Harvey Kuenn）的趣味詞），當年球隊為了補強投手戰力，還在8月份從太空人隊以Kevin Bass、Frank DiPino、Mike Madden交易換來知名的右先發投手-唐·薩頓。在1982年的美聯冠軍系列賽中，釀酒人擊敗了加州天使，成為第一支在五戰三勝賽制中，從零比二落後下逆轉成功的隊伍。釀酒人在世界大賽遇上了聖路易紅雀。雖然第一場他們以10比0大勝紅雀，但名人堂球星羅利·芬格斯在季後賽前受傷，讓牛棚戰力成為弱點。最後他們以1比3敗給紅雀。
釀酒人在1980年代共出現三次年度最有價值球員：1981年的羅利·芬格斯、1982和1989年的羅賓·楊特）。以及兩位賽揚獎得主：1981年的羅利·芬格斯和1982年的彼特·烏克維奇（Pete Vuckovich）。楊特是大聯盟史上四位曾以不同守備位置拿下最有價值球員獎項的選手之一（分別是游擊手與中外野手），另外他也在1982年拿下年度最有價值球員的同時，還以210支安打拿下美聯的安打王，有趣的是，隊友保羅·莫利特僅以9支安打落後給他。而塞索·庫珀分別在1980年和1983年分別以122、126分打點拿下美聯的打點王。

### 1984年－1993年：雲霄飛車－起起落落

#### 1984年-1986年：重建期
從1984-1993年的這十年間，釀酒人分別只有五個球季勝率能保持在五成以上(1987、1988、1989、1991、1992)。1984年釀酒人隊的戰績只有67勝94負，是這十年中最糟糕的一個球季，然而球隊在1982年得到的大投手多恩·薩頓卻在這年繳出合格的成績（14勝12負，3.77的防禦率，是當年釀酒人隊輪值中唯一十勝以上的投手）。隔年的戰績也不太好，只進步到71勝，但球隊卻有幾名表現不錯的新秀竄起，投手泰迪·希格雷亞（Teddy Higuera）首年在大聯盟登板就投出15勝8負、防禦率3.90的成績，他在這年的新人王票選上排名第二名。季末也讓新人投手比爾·威格曼（Bill Wegman）登板先發三場，他以2勝0負的成績完美作收。另外由於羅賓·楊特因為傷勢的關係移防到外野，讓新人游擊手厄寧·瑞由斯(Ernie Riles)升上大聯盟，並在菜鳥年就繳出打擊率.286的好表現，在新人王的票選上也獲得第三名。然而牛棚的表現卻還是不盡理想，尤其是終結者羅利·芬格斯，他在這年高達5.04的防禦率，只拿下17次救援成功，和他過去拿下賽揚獎的水準有著天壤之別，於是在球季結束後他也決定退休，生涯341次救援點有97次是在釀酒人隊時達成。
1986年，球隊想讓菜鳥年的投手璜·奈弗維斯（Juan Nieves）與泰迪·希格雷亞共組「新人先發輪值」，但璜·奈弗維斯只投出11勝12負、4.92的防禦率，且團隊戰績僅進步到77勝84負。不過投手泰迪·希格雷亞又在投出更上一層樓的20勝11敗的佳績，並將防禦率壓到2.79，但仍在當年的賽揚獎票選上以第二名輸給紅襪隊的威廉·羅傑·克萊門斯（William Roger Clemens）。羅賓·楊特揮別過往的傷痛，又再打出3成12打擊率的好身手。新人外野手盧比·迪爾(Rob Deer)在獲得比往年更多的出賽機會後，於球季中擊出33發的全壘打。牛棚投手馬克·可莉爾（Mark Clear）在這年來到釀酒人後繳出他生涯最佳的成績：59場的出賽，5勝5負、防禦率2.20並投出16次救援成功。而去年表現出色的厄寧·瑞由斯(Ernie Riles)這年似乎碰到撞牆期，雖然打出生涯最多的132支安打，但打擊率下滑到只有2成52。

#### 1987年：大膽啟用新人
1987年，釀酒人在季中一直有不錯的表現。保羅·莫利特擁有聯盟最多的41支二壘安打及高達3成53的打擊率，且45次的盜壘是他生涯單季最高的，並在7月6日至8月25日創下連續39場有安打的紀錄，不過該年莫利特多以指定打擊身分出賽，教練又把原本守游擊的厄寧·瑞由斯(Ernie Riles)調到三壘，並讓新人戴爾·瑟文曼（Dale Sveum）去替補游擊手，這使球隊的打線串連與防守表現都受到影響。教練讓外野手格林·布拉加斯（Glenn Braggs）在這年首度獲得完整出賽的機會，捕手B.J瑟霍夫（B.J. Surhoff）首個菜鳥年也得到完整的先發；原本的一壘手塞索·庫珀在後來轉任指定打擊表現不理想，倒是季初從道奇交易來的喬治·布拉克（Greg Brock）接任一壘手後表現不俗，整季繳出2成99的打擊率。投手方面泰迪·希格雷亞到越後段就越顯疲憊，最後全季他一共負擔了261+2⁄3局的高投球局數。牛棚的表現則相當糟糕，只有丹·佩洛斯坎（Dan Plesac）的表現稱得上是合格，而克里斯·博斯歐（Chris Bosio）與查克·克寧姆（Chuck Crim）先發後援兩頭跑，導致這年釀酒人的牛棚略顯疲憊。
一波三折的狀況還是讓釀酒人以91勝71負的戰績讓他們再次嘗到五成勝率的滋味，然而這年分區競爭相當激烈，釀酒人即使擁有90勝以上的佳績，卻只能居於第三名，老虎與藍鳥分別以98勝與96勝領先他們甚多，因此這年又是以遺憾結束球季。羅賓·楊特在這年擊出他繼1982年拿下安打王後生涯次高的198支安打。保羅·莫利特以指定打擊的身分拿下生涯首座銀棒獎。4月15日璜·奈弗維斯（Juan Nieves）在面對金鶯的比賽中投出隊史第一場的無安打比賽。賽西爾·庫柏在季後退休，結束他在釀酒人11個球季中拿下兩座打點王的歲月。

#### 1988年
這年投手表現比去年進步很多，值得注意的是這年球隊的輪值高達6人以上，其中克里斯·博斯歐（Chris Bosio）在從牛棚轉回先發後也終於投出良好的成績。終結者丹·佩洛斯坎（Dan Plesac）整季有30次救援點，是他首個代表性的球季。這年的戰績是87勝85負，連續兩年達到五成勝率，但仍以第三名作收。
季中球隊將厄寧·瑞由斯(Ernie Riles)交易到巨人。6月12日羅賓·楊特在對白襪的比賽中達成完全打擊。保羅·莫利特連續兩年以指定打擊的身分拿下銀棒獎。

#### 1989年
這年的戰績是81勝81負的戰績，雖然還有五成的勝率，但相較去年，這卻是一個退步的表現。不過羅賓·楊特在這年以21支全壘打、103分打點與3成18的打擊率繼1982年後再次拿下年度最有價值球員。王牌投手泰迪·希格雷亞在季中受了傷，但克里斯·博斯歐（Chris Bosio）的頂替投出不錯的15勝成績。

#### 1990年
為了力求更好的戰績，球團在這年從簽下自由球員市場上簽下前國聯MVP外野手-戴維·帕克（Dave Parker），這年的團隊不論是投打表現都不太突出，只有新人蓋瑞·雪菲爾的2成94打擊率領先團隊，季中球隊也將外野手格林·布拉加斯（Glenn Braggs）交易到紅人。戴維·帕克雖被賦予眾望，但只貢獻21發全壘打，長打火力較從前更加退步。這年只拿下74勝88負，在分區排名第六名。

#### 1991年
開季前球隊在3月14日將戴維·帕克交易到天使換得年輕外野手丹特·貝雀特（Dante Bichette），又再簽下運動家的內野手威利·藍倫頓夫（Willie Randolph）。投手Jaime Navarro在獲得首個完整出賽後繳出15勝12負的佳績，克里斯·博斯歐（Chris Bosio）與之前一直苦無表現的比爾·威格曼（Bill Wegman）也都分別在這年各貢獻14勝、15勝的勝投。
打線方面由喬治·佛恩（Greg Vaughn）貢獻27發全壘打與原有的強打保羅·莫利特共同串起，這年釀酒人的團隊打擊率有2成71。但在這麼好的戰力之下他們還是只拿下83勝79負的戰績，在分區以第四名作收。保羅·莫利特在季中的5月15日面對雙城的比賽中達成了完全打擊，這年他掃出13支三壘安打也是聯盟最多，季後也以216支安打奪得美聯安打王。

#### 1992年
在季初將前年表現不錯的新人蓋瑞·雪費爾與Geoff Kellogg交易到教士隊，換得Ricky Bones、Matt Mieske與Jose Valentin等人。
1992年，釀酒人在分區展現很好的競爭力，團隊的長打火力雖不突出（只有保羅·莫利特與喬治·佛恩能有10支以上的全壘打），但搭配良好的跑壘速度與戰術執行(先發九人全部達成雙位數以上的盜壘成功，團隊盜壘256次。其中新人佩特·里斯奇（Pat Listach）生涯首年就跑出54次盜壘及2成90的打擊率），球隊的戰績扶搖直上。但到了後段，原本表現普通的藍鳥開始急起直追，最後以4場的勝差超車，讓釀酒人隊以分區第二飲恨。該年的戰績是92勝70負。
老將羅賓·楊特在9月9日對印地安人的比賽中打出職棒生涯第3000支安打，他是首位在釀酒人達成3000支安打的選手。球季結束後陣中的老將二壘手吉姆·甘特納（Jim Gantner）宣布退休，職棒生涯17年都沒離開過釀酒人，總計留下1696支安打、47支全壘打、568分打點、137次盜壘及平均2成74打擊率的紀錄。

#### 1993年：羅賓·楊特的隱退
在球隊待了15年之久的保羅·莫利特在本季轉而投效藍鳥，打線上僅剩羅賓·楊特、喬治·佛恩與戴瑞·漢米爾頓（Darry Hamilton）在帶領。投手群的表現也不大理想，雖然卡爾·艾爾德（Cal Eldred）還有投出16勝，但他的防禦率卻是偏高的4.01。在投打都未能充分發揮的情形下，他們的戰績和去年相差很大，只有69勝93負，在分區墊底收尾。
羅賓·楊特在球季結束後宣布退休，總計20年的職棒生涯都在釀酒人度過，擊出3142支安打、251支全壘打、1406分打點、271次盜壘與2成85的打擊率。他的19號背號也於隔年退休，並在1999年的名人堂票選中首次就入選，並以釀酒人球員身分入主古柏鎮。

### 1994年-1998年：重新加盟/加入國家聯盟
在這五年間，釀酒人一直處於重建期的狀態，沒有一年能擁有五成的勝率。1996年他們從印地安人隊交易得到未來的明星外野手Jeromy Burnitz，他在後來6年的釀酒人球員生涯中一共替球隊敲出165支全壘打。1998年釀酒人離開了美聯，加入國家聯盟中區，同時國家聯盟中區在釀酒人加入後便有六支隊伍。

### 1999年-2004年：興建米勒球場

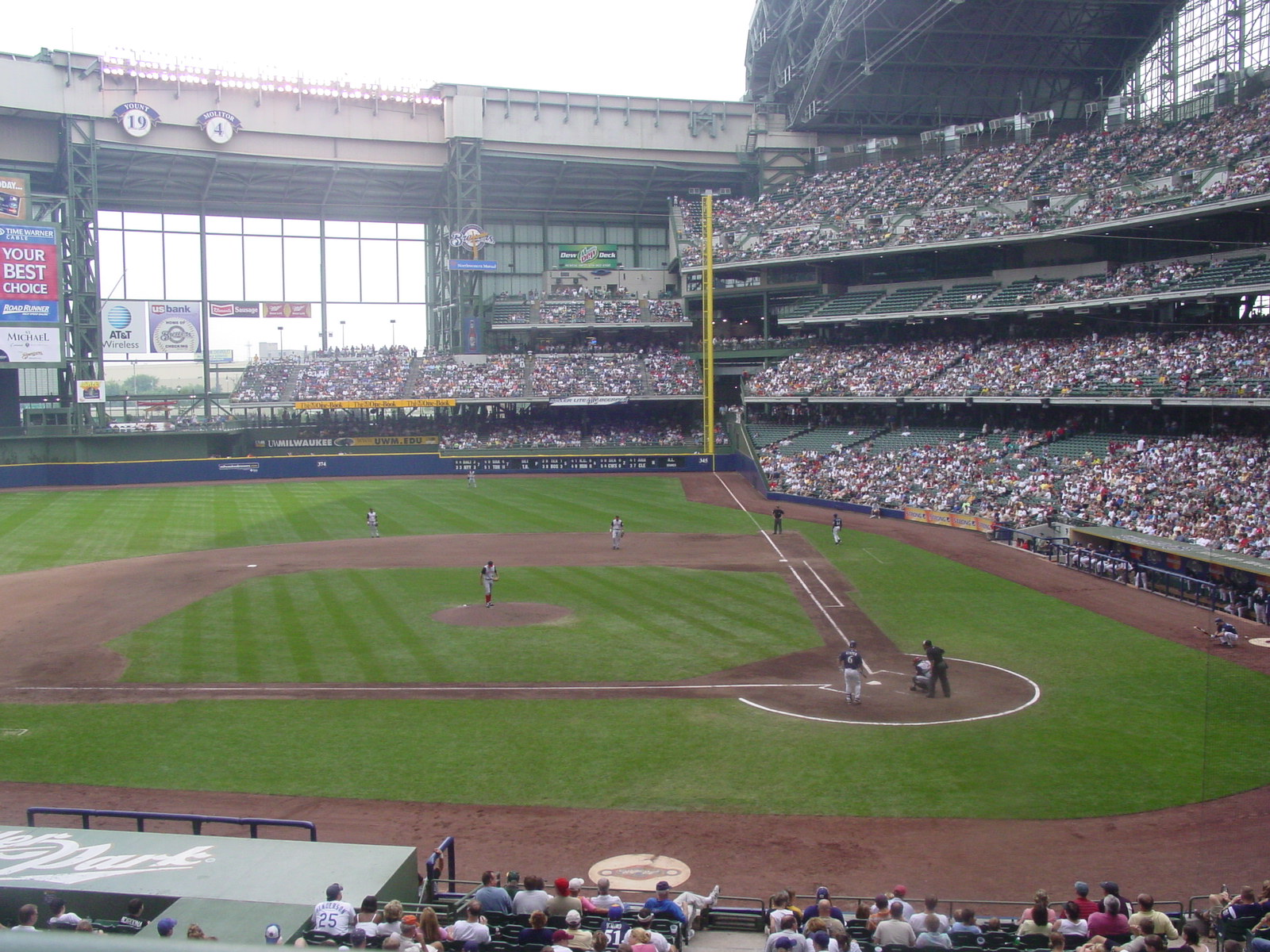
釀酒人的新主場米勒球場。

1999年，在選秀會上球隊在第一輪選進了大學潛力投手班·席茲，季前還簽下日本籍的野茂英雄，他是釀酒人隊史上首位來自日本的選手，整年投出12勝8負，是隊上最多勝的投手。2000年7月28日釀酒人在季中以Jason Bere、Bob Wickman、Steve Woodard向印地安人隊交易得到強打一壘手盧切·賽克森(Richie Sexson)和Kane Davis、Paul Rigdon，賽克森在釀酒人的3年球季中有2兩次達成40轟的水準(2001年與2003年)。2001年，釀酒人離開了作為30年主場的密爾瓦基縣立體育場並搬到搬到新蓋的開合式球場-米勒球場（Miller Park）。當主場球員打出全壘打時，吉祥物Bernie Brewer就會滑下溜滑梯。新蓋的球場並沒有為球隊帶來多好的戰績，2002年他們的戰績跌到56勝106敗，這個戰績是國家聯盟中最差的。不過在這年的選秀會上，釀酒人在第一輪選進了著名的強打高校生普林斯·菲爾德。
2003年，季後球隊從響尾蛇以Shane Nance、盧切·賽克森(Richie Sexson)和Noochie Varner等人交易得到先發投手克里斯·卡普亞諾(Chris Capuano)、2001年國聯冠軍賽MVP-克雷格·康塞爾、一壘手萊爾·歐勒貝(Lyle Overbay)、Chad Moeller、Jorge De La Rosa和Junior Spivey等人。並在當年的選秀會上於第一輪第二順位選進國家代表隊的強打大學生Rickie Weeks。

### 2005年：進入千禧年後的第一個五成勝率
在2004年的季末釀酒人啟用交易，當時隊上的史考特·帕迪斯尼克（Scott Podsednik）整季跑出70次的盜壘，是全聯盟最多的，不過還是將他與投手Luis Vizcaino交易好換取長打能力佳的白襪外野手卡洛斯·李（Carlos Lee），和天使交易來後援投手Derrick Turnbow。又從自由市場簽下2001年響尾蛇的冠軍隊捕手Damian Miller。季中球隊從國民得到日籍投手大家友和。這年釀酒人在投手表現穩定與打擊有所發揮的情形下，睽違14年再度擁有五成的勝率，不過也僅有81勝81負的勉強表現，在分區排名第三。
卡洛斯·李來到釀酒人的第一年就擊出32支全壘打，在季後奪得銀棒獎。前年從響尾蛇交易過來的克里斯·卡普亞諾(Chris Capuano)在這年投出18勝12負，是他球員生涯表現最好的一年。Derrick Turnbow在這年得到完整的出賽，投出非常優異的39次救援成功，且以後援的身分拿到7勝。2003年參與過未來之星明星賽的新人J·J·哈迪（J.J Hardy）也在這年首度登上大聯盟，打擊數據雖不出色，但他貢獻了50分打點。普林斯·菲爾德也在這年初試啼聲，獲得39場出賽機會，擊出2支全壘打。

### 2006年
球季中段球隊的表現就不太理想，因此在季中把卡洛斯·李與另一名外野手尼爾森·克鲁斯（Nelson Cruz）交易到遊騎兵換得Julian Cordero、救援投手弗朗西斯科·科德罗(Francisco Cordero)、Kevin Mench以及Laynce Nix等人。普林斯·菲爾德整季得到157場出賽，出擊28支全壘打。比爾·霍爾(Bill Hall)在賽季中擊出35支全壘打，是釀酒人游擊手的隊史紀錄。這年的表現比去年退步，戰績為75勝87負，在分區排名第四。

### 2007年
季前球隊從自由球員市場簽下捕手Johnny Estrada，他前一年在響尾蛇繳出.302的打擊率，且貢獻71分打點。這年釀酒人在普林斯·菲爾德、科瑞·哈特（Corey Hart）、莱恩·布劳恩、尤凡尼·贾亚尔多這四位新人的帶領下，又回到五成的勝率，但83勝79負的戰績還是讓他們無法打進季後賽，不過分區的排名來到第二名，只落後第二名的小熊兩場勝差，然而外卡競爭上洛磯與教士的勝場卻高出釀酒人許多，因此分區第二名的釀酒人在外卡上反而不顯現競爭力。
球隊的新人在這年表現非常的豐碩。「Hebrew Hammer」-莱恩·布劳恩在這個球季還只是生涯首年，就擊出34發全壘打、3成24的打擊率，奪得該年新人王。科瑞·哈特擊出24支全壘打並跑出23次盜壘成功。投手贾亚尔多也是生涯首個球季，就為球隊投出9勝的成績。普林斯·菲爾德在這年達成單季50轟的創舉，拿下銀棒獎、全壘打王與打點王。這不僅是隊史首位也是最年輕達成單季50轟，也是大聯盟最年輕達成的紀錄，有趣的是，他的父親西索·費爾德（Cecil Fielder）於1990年效力於底特律老虎時也曾創下單季50轟的紀錄。（西索在1990年擊出51支，普林斯則為50支）

### 2008年：重回季後賽

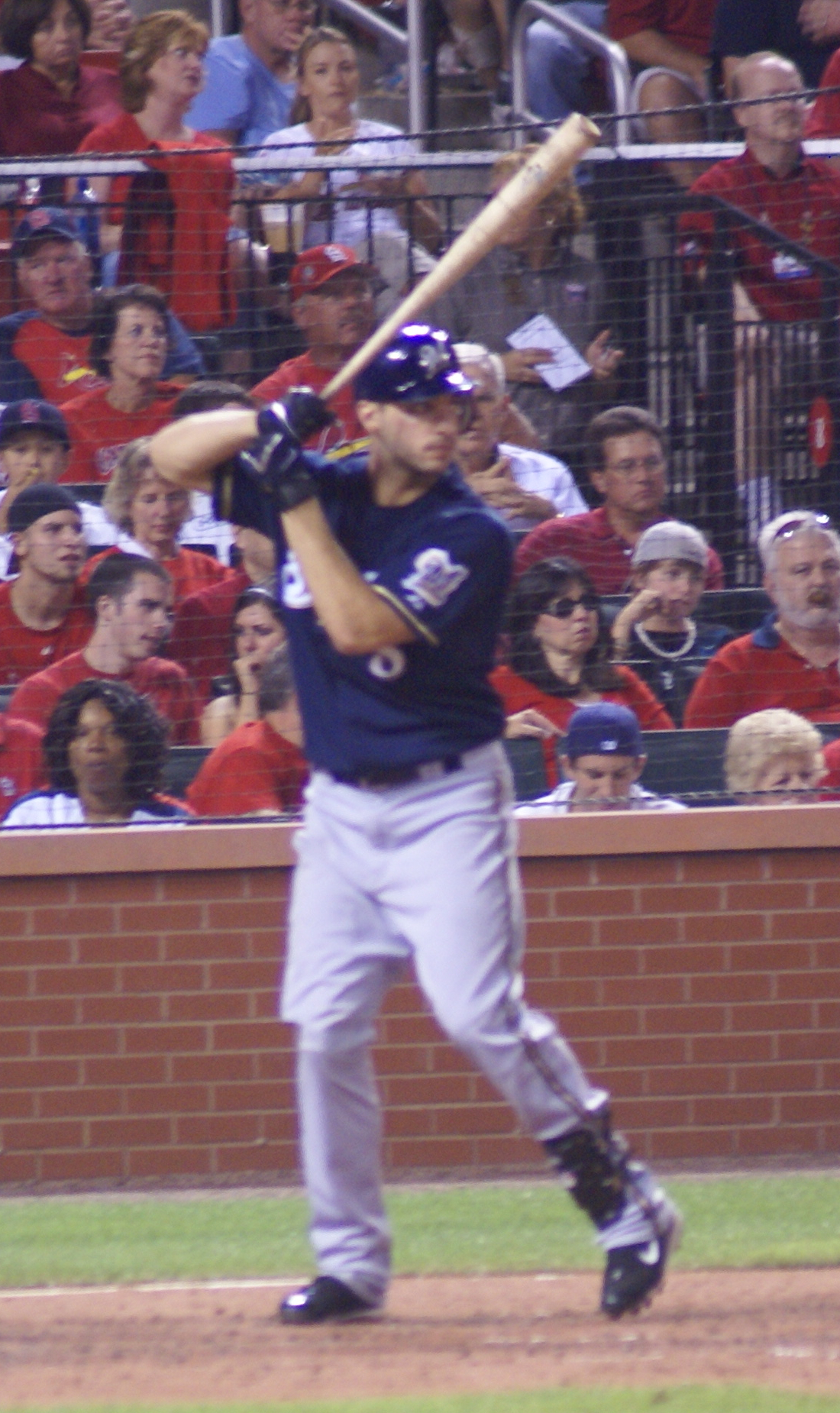
2008年在打擊區的萊恩·布勞恩。

今年球季釀酒人為了能夠順利在度回到季後賽，球隊加入了幾名有經驗的選手，如外野手麥克·喀麥隆和捕手Jason Kendall，投手部分有Salomon Torres和艾瑞克·蓋尼耶，又和投手John Axford簽下合約，期望能加深牛棚深度。6月的時候，釀酒人讓Salomon Torres擔任球隊的終結者，這是個正確且成功的調度。另外為了能夠順利進入季後賽，還以4名潛力新秀和克里夫蘭印地安人交易C.C. 沙巴西亞。釀酒人在全明星賽前球隊的戰績是52勝43敗，在國聯中區排名第三名，落後芝加哥小熊和聖路易紅雀，其中先發投手班·席茲和左外野手萊恩·布勞恩並獲入選參加了全明星賽，而Corey Hart則是獲得球員在最終投票的最後一個名額。
在全明星賽之後，釀酒人一度獲得了7連勝，讓看到了通往季後賽的成功道路，在外卡排名和舊金山巨人及紅雀並列第1名，在7月結束以後，原本有機會站上第1名，但是卻在和分區排名第1名的小熊，在4連戰當中被橫掃，不過目前還是穩坐外卡第1名的位子。釀酒人在8月份的戰績，28場比賽裡面贏得了20場的比賽，在外卡排名領先第2名有5場勝差，被看好有希望進入隊史第2個季後賽。沙巴西亞在球季中經由交易來到釀酒人以後，連續獲得了9場比賽的勝利，打破了隊史的紀錄。在9月份，釀酒人表現下滑，在球隊慘遭費城費城人四連戰橫掃後，於9月16日以近況低迷為由炒掉執教六年的總教約斯特（Ned Yost），換上原本的三壘教練Dale Sveum 暫代總教練，板凳教練Ted Simmons 也被解雇並且轉任顧問，這是1982年以來，第一支季後賽角逐者選擇在這個時間點開除總教練。釀酒人總經理梅文(Doug Melvin)說：「這是個困難的決定，我們感謝約斯特在任內所做的貢獻，剝奪了他完成任務的機會我感到遺憾，但球隊就是拿不出該有的表現；球團認為這是幫助球隊打出新氣象的最好的改變方式」。
在今年球季的最後1場比賽之前，釀酒人和紐約大都會並列外卡第一，最後一場比賽將決定誰能獲得國聯外卡資格。首先釀酒人連續兩次讓沙巴西亞在休息3天之下先發，他完投9局以3比1力克小熊，而大都會則是在八局上連挨佛羅里達馬林魚兩發陽春炮，以2比4敗北，國聯季後賽最後一個名額，由釀酒人取得外卡資格後勝出，自1982年以後首度打進季後賽。
國家聯盟分區賽釀酒人在客場對上費城費城人，由尤凡尼·賈拉多擔任第1場比賽的先發投手，但球隊最後以1：3輸球。第2場比賽是由只休息3天的沙巴西亞先發，但表現不佳只投3+2⁄3局，最後輸掉比賽。第3場比賽釀酒人以4：1獲勝，但關鍵第4場比賽，以2：6輸掉比賽，季後賽第1輪被淘汰。莱恩·布劳恩在季後得到外野手銀棒獎。

### 2009年－2010年
2009年開季前球隊分別與有名的終結者崔佛·霍夫曼（Trevor Hoffman）簽下一年600萬美金的合約，又和內野手凱西·麥基（Casey McGehee）簽下合約。季中球隊用Roque Mercedes與Cole Gillespie從響尾蛇換來二壘手Felipe Lopez。不過還是沒有突破的表現，最終以80勝82負作收，分區排名第三。萊恩·布勞恩以203支安打奪得安打王與銀棒獎，這是他連續二年得到銀棒獎得肯定。普林斯·菲爾德以141分打點拿下打點王，他也是那年的明星賽全壘打大賽冠軍。
2010年開季前將J·J·哈迪交易到雙城隊換取外野手Carlos Gomez。在戰力沒有特別顯著的情形下，釀酒人這個賽季表現依舊不佳，77勝85負讓他們連兩季均以分區第三來作收。前年簽下的自由球員約翰·阿克福德（John Axford）此年表現不俗，50場的出賽他投出24次救援成功。外野手萊恩·布勞恩則是連續三年得到銀棒獎。凱西·麥基在季後被密爾瓦基媒體票選為球隊的MVP。9月7日面對紅雀的比賽，終結者崔佛·霍夫曼拿下他生涯第600次救援成功，這是大聯盟史上首位達成這項紀錄的投手。

### 2011年－2013年
2011年球季開始前，釀酒人經過交易分別從皇家用Alcides Escobar、Jeremy Jeffress與Lorenzo Cain換得2009年的賽楊獎投手扎克·格林基、內野手Yuniesky Betancourt與小聯盟投手Jake Odorizz等人，用Cutter Dykstra向國民交易來外野手Nyjer Morgan。又和以內野手Brett Lawrie向藍鳥交易來投手Shaun Marcum強化輪值。球隊還簽下齋藤隆加入牛棚。季中為了更加強牛棚用Adrian Rosario與Danny Herrera從大都會隊換來法兰西斯科·罗德里奎兹(Francisco Rodríguez)。再從光芒隊得到內野手Felipe Lopez。因為這些交易的成功，順利以96勝66負獲得了中區冠軍，這也是隊史最佳的戰績，並在分區系列賽第五戰靠著Nyjer Morgan的再見安打擊敗響尾蛇打入國聯冠軍賽。但是卻在國家聯盟冠軍賽，輸給了聖路易紅雀。
釀酒人能夠順利獲得2011年中區冠軍，主力球員各有好的表現。打擊方面有萊恩·布勞恩有33發全壘打和33次盜壘成功，並且有國家聯盟排名第2名的0.332打擊率，且又連續四年得到銀棒獎。普林斯·菲爾德擊出了38發全壘打和120分打點，這兩項成績在國家聯盟也是排名第2名，他同時也得到明星賽MVP與銀棒獎。先發投手方面，5名先發球員皆有10勝以上的成績，尤凡尼·賈拉多獲得了17勝，這是釀酒人2005年以來最多勝的選手。格林基在開季雖然因傷錯過了1個月的球季，但還是獲得了16勝。Shaum Marcum和藍迪·沃爾夫（Randy Wolf）同時獲得了13勝的成績。Chris Narveson則獲得了11勝的成績。這是釀酒人在1982年以來，5名先發投手皆有10勝以上的成績。約翰·阿克福德投出46次救援成功，獲得國聯最佳救援投手獎與救援王。
2012年開季前由於球隊無力留下普林斯·菲爾德因此積極尋找可替代其火力的人選。於是和內野手Aramis Ramírez與石川隆(Travis Ishikawa)分別簽下三年與小聯盟的合約，又從日本職棒東京養樂多燕子網羅到日籍外野手青木宣親。再利用凱西·麥基與海盜交易來投手Jose Veras。季中將扎克·格林基交易到天使換取Ariel Pena、Johnny Hellweg與內野手金恩·塞古拉。然而這個球季同分區的紅雀與紅人表現都相當穩定，使釀酒人即便有五成勝率卻還是無法連續兩年打入季後賽，以83勝79負作收。
2013年季前從自由球員市場簽下凱爾·洛許（Kyle Lohse）加強輪值。除此之外，這季似乎沒有顯著的補強。由於球季進行中戰績一直沒有起色，便把終結者Francisco Rodríguez交易到金鶯換取Nick Delmonico，再把約翰·阿克福德交易到紅雀換來Michael Blazek，與勇士隊交易來內野手Juan Francisco，但整體表現卻還是不佳。而且萊恩·布勞恩到季中因為禁藥案件被大聯盟處以65場的禁賽，使得釀酒人的球季等於連同他一起提早結束。不過這年新人塞古拉表現不錯，整季擁有2成94的打擊率與44次盜壘。投手吉姆·韓德森（Jim Henderson）擔綱終結者，投出28次救援成功。季後以74勝88負、分區第四名結束球季。外野手Carlos Gomez得到外野金手套獎。

### 2014年
開季前釀酒人決定將青木宣親交易到皇家，換取後援投手Will Smith。先與馬特·加爾薩（Matt Garza）簽下四年合約做為第三號先發投手。再透過規則五選秀挑中海盜的潛力左投王維中，簽下扎克·杜克（Zach Duke）補強牛棚，並找回Francisco Rodríguez讓他擔任終結者。為了增加長打火力，又與馬克·雷諾斯(Mark Reynolds)簽下小聯盟合約，並邀請他參加大聯盟春訓。
球季開打後釀酒人展現令人驚奇的表現，在明星賽以前他們一度是分區的龍頭。但到了球季後段開始出現亂流，在在73勝58敗後出現一波9連敗，為了改善這些情形，還一度從紅人交易來投手乔纳森·布朗克斯顿（Jonathan Broxton）與向響尾蛇交易來外野手Gerardo Parra試圖提升戰績，不過最後仍然功敗垂成，以82勝80負失望的結束球季。
這年表現最令人注目的是捕手強納森·羅克洛伊(Jonathan Lucroy)，他擁有3成01的打擊率與打破國聯紀錄的53支二壘安打。Carlos Gomez 連兩年得到外野金手套獎。萊恩·布勞恩在4月9日面對費城人隊的比賽中達成單場三響砲的紀錄。

### 2015年：出清選手
季前將投手尤凡尼·贾亚尔多交易到遊騎兵換取Corey Knebel、Luis Sardinas，再把馬科·埃斯特拉達（Marco Estrada）交易到藍鳥換取亞當·林德（Adam Lind）。
這個賽季釀酒人的表現不佳，開季前25場7勝18敗的戰績是全大聯盟最糟糕的，這迫使球團開除總教練羅恩·羅尼克，改由克雷格·康塞爾接掌兵符。一連串慘澹的戰績迫使球隊在季中不斷交易選手，7月23日先將Aramis Ramírez交易到海盜隊換取Yhonathan Barrios、7月31日將Jonathan Broxton交易到紅雀換來Malik Collymore，再把Gerardo Parra交易給金鶯，連明星外野手Carlos Gomez與投手米克·費爾斯(Mike Fiers)也都被交易到太空人換取小聯盟選手。
2015年球季以68勝94負結束，在分區排名第四。

### 2016年：明星球員幾近出走
開季前釀酒人又持續交易選手，先在2015年11月18日出清終結者法蘭西斯科·羅德里奎茲到老虎隊換取內野手Javier Betancourt。12月9日將Adam Lind交易到水手換取Carlos Herrera、Daniel Missaki與Freddy Peralta。2016年的1月31日再將金恩·塞古拉與Tyler Wagner交易到響尾蛇，換取投手Chase Anderson、內野手艾倫·希爾與小聯盟游擊手Isan Diaz。球隊也在這年以小聯盟約簽回過往曾效力於釀酒人的投手Chris Capuano。隨著塞古拉、Carlos Gomez、Francisco Rodríguez、尤凡尼·贾亚尔多等過往的釀酒人球星一一離隊，新球季等同宣告球隊將進入漫長的重建期中，看板球星也僅剩萊恩·布勞恩一人而已。
8月1日時，把後援投手Will Smith交易到巨人，換取小聯盟選手Phil Bickford與捕手Andrew Susac。又將明星捕手強納森·羅克洛伊與終結者傑洛米·傑夫雷沙（Jeremy Jeffress）交易到遊騎兵，換取小聯盟投手Luis Ortiz、外野手Lewis Brinson等人。此時的釀酒人不論投打陣容幾乎全面洗牌。

### 2017年
2016年11月釀酒人從自由球員市場上以三年1600萬美金的合約簽下前兩年都在韓國職棒擊出40轟的Eric Thames，在2015年Eric Thames更是在韓職締造了「40轟-40盜」的紀錄。12月時將牛棚投手Tyler Thornburg交易到紅襪隊，換回Travis Shaw、Mauricio Dubón與Josh Pennington，再與守備能力相當好的前運動家隊內野手Eric Sogard簽下小聯盟約。
季前被視為還在重建中的釀酒人，在球季開打後表現卻令人驚艷，還一度獨佔分區龍頭一段時間。不過同分區的衛冕軍小熊在後段開始急起直追，於是釀酒人開始透過一連串交易來補強陣容；像是在731前用Ryan Cordell向白襪換回牛棚投手Anthony Swarzak、8月份用Eric Hanhold向大都會換來Neil Walker、用Tayler Scott向遊騎兵隊換回去年交易走的後援投手Jeremy Jeffress。九月時陣中的王牌投手Jimmy Nelson因傷報銷，這造成戰力上相當大的折損。在小熊隊封王後，10月1日的本季最終戰，釀酒人必須要打贏紅雀才能取得外卡第二的席次。結果原本6：0領先的釀酒人在比賽後段被紅雀巧奪7分逆轉，本季提前失望的結束。
不過這年的戰績進步到86勝76敗，在分區排名第二。Eric Thames回鍋大聯盟後的首年就擊出31支全壘打。Travis Shaw來到釀酒人後的第一個球季也擊出31轟，並有101分打點。Zach Davies本季投出17勝9敗，勝場數與響尾蛇隊的扎克·格林基共同並列國聯第二。終結者Corey Knebel出賽76場為國聯最多，拿下39次救援成功，76局內投出126次奪三振，防禦率僅有1.78。

### 2018年：睽違七年的季後賽
開季前釀酒人先在2017年12月與先發投手Jhoulys Chacín簽下兩年的合約來補強輪值。隔年的1月25日他們用Lewis Brinson、Isan Diaz、Monte Harrison與Jordan Yamamoto向重建中的馬林魚隊換來明星外野手Christian Yelich，同日也跟自由市場的大魚Lorenzo Cain簽下5年8,000萬美金的合約，而Cain過去也曾是釀酒人農場體系培育上來的選手。
731大限前為了全力衝刺季後賽，先將Kodi Medeiros與Wilber Perez交易到白襪，換取後援投手喬金·索里亞（Joakim Soria）、用Brett Phillips和Jorge Lopez跟皇家換來Mike Moustakas，再用Jonathan Villar、Luis Ortiz與Jean Carmona向金鶯交易來Jonathan Schoop。
9月26日，釀酒人在客場以2：1險勝紅雀，和小熊一同晉級季後賽，這也是釀酒人繼2011年之後再次打進季後賽。這年釀酒人和小熊一同拿下95勝67敗的戰績，必須進行加賽才能決定最終的分區冠軍。最終釀酒人在客場以3：1擊敗小熊，帶下隊史第二座國聯中區冠軍。
在國聯分區戰遭遇的對手是來自外卡的洛磯隊，釀酒人投手群有效壓制對方打線，28局的投球中只丟掉2分，以直落三橫掃洛磯。在國聯冠軍戰中，釀酒人與去年的國聯冠軍洛杉磯道奇爭奪世界大賽門票，雙方一路打到第七戰。釀酒人最終以1：5敗給道奇，無緣晉級世界大賽。
這年透過交易來到球隊的Christian Yelich以.326的打擊率獲得國聯打擊王，還外帶36轟及110分打點，差點讓他成為自2012年底特律老虎的米格爾·卡布瑞拉後，大聯盟的第二位打擊三冠王，不過他也因為這樣的好表現獲得國聯MVP的殊榮。
而中繼投手Josh Hader本季表現也同樣令人驚艷，他出賽55場，在81+1⁄3局內投出驚人的143次三振，讓他超越1974年底特律老虎隊的John Hiller，成為史上單季最多三振的後援左投。

### 2019年
9月25日，釀酒人在客場以9：2大勝紅人，代表小熊和大都會無緣季後賽，這也是釀酒人連續兩年打進季後賽，甚至有機會爭取國家聯盟中區冠軍，但最終在洛磯主場遭到橫掃，確定與國民在國聯外卡戰交手。
在國聯外卡對國民第八局，滿壘兩出局國民新秀胡安·索托安打，加上釀酒人右外野手22歲新秀Trent Grisham失誤，最終釀酒人3:4落敗結束今年球季。

### 2020年
釀酒人對道奇外卡次戰，在對手道奇王牌克蕭（Clayton Kershaw）壓制下，先發8局13次三振把釀酒人打線K爆，打擊有明星外野貝茲（Mookie Betts）五局下帶有打點二壘安打打破僵局，終場釀酒人0：3遭到道奇橫掃，結束賽季。

### 2021年
9月18日，釀酒人連續四年晉級季後賽，持續刷新球隊紀錄，9月26日，釀酒人在主場以8：4擊退大都會，這也是釀酒人繼2018年之後再次拿下國聯中區冠軍，以國聯第二種子在分區賽面對亞特蘭大勇士。
經過前六局0比0合計僅4支安打的投手戰後，密爾瓦基釀酒人一壘手Rowdy Tellez在七局下轟出致勝2分砲，加上先發投手Corbin Burnes以91球主投6局，投出6三振3四壞，只被擊出2安打無失分。在他退場後，勇士雖然在八局上2出局後靠著Joc Pederson的陽春砲追回1分，九局上還在1出局時就攻佔得點圈，但最後釀酒人牛棚還是守住領先優勢，在主場以2比1力克亞特蘭大勇士，在分區系列賽首戰旗開得勝。
國聯例行賽自責分率第4低的Woodruff，同樣6局的先發投出7三振1四壞，被擊出5安打，不過這5支安打中有3支長打造成傷害，終場釀酒人0-3遭到勇士完封，系列賽戰成1勝1負。
勇士與釀酒人分區系列賽，1勝2敗落後的釀酒人隊在9上勇士派出終結者史密斯（Will Smith）上場關門，他一開始先被代打的艾斯科巴（Eduardo Escobar）敲安，但王寇頓（Kolten Wong）犧牲觸擊卻點成捕手前飛球被接殺，阿德梅斯（Willy Adames）被三振，最後耶利奇（Christian Yelich）站著不動被三振，釀酒人以4：5遭到勇士淘汰。

### 2023年
9月17日，釀酒人今天第二局狂灌12分，終場16比1擊敗邁阿密馬林魚並且拿下季後賽門票，在美聯中區封王魔術數字也只剩M1。
11月6日，克雷格·康塞爾與釀酒人年底合約到期，最終轉戰到同區芝加哥小熊擔任總教練。
11月15日，釀酒人在6日克雷格·康塞爾轉戰到同區芝加哥小熊後，最終由球隊板凳教練派特·墨菲擔任總教練。

### 2024年
密爾瓦基釀酒人隨著芝加哥小熊今天敗仗，四年來第三次贏得國聯中區冠軍，亦是本季首隊擠身季後賽。

## 棒球名人堂球員
- 19 羅賓·楊特, SS-OF, 1973年-1993年
- 44 漢克·阿倫, OF-DH, 1975年-1976年
- 4 保羅·莫里特, 3B-DH, 1978年-1992年
- 34 羅利·芬格斯, P, 1981年-1985年
- 20 唐·薩頓, P, 1982年-1984年
- Bob Uecker、播道員、1970年-2025

## 退休號碼
- 19 羅賓·楊特, SS-OF, 1973年-1993年
- 44 漢克·阿倫, OF-DH, 1975年-1976年
- 4 保羅·莫里特, 3B-DH, 1978年-1992年
- 34 羅利·芬格斯, P, 1981年-1985年
- 42 傑基·羅賓森（所有大聯盟球隊自1997年起均將此號碼退休）

## 附屬小聯盟球隊
- AAA: 纳许维尔天籁 (Nashville Sounds)，太平洋岸联盟  (Pacific Coast League)
- AA: 杭兹维尔星辰 (Huntsville Stars)，南方联盟 (Southern League)
- 高级A：布罗瓦郡海牛 (Brevard County Manatees)，佛羅里達联盟 (Florida State League)
- A: 卡羅萊納鯰魚 (Carolina Mudcats)，南大西洋联盟 (South Atlantic League)
- 新秀：赫勒拿酿酒人 (Helena Brewers)，先锋联盟 (Pioneer League)
- 新秀：AZL酿酒人 (AZL Brewers)，亚历桑纳联盟 (Arizona League)
- 新秀：VSL酿酒人 (VSL Brewers)，委内瑞拉联盟 (Venezuelan Summer League)

## 參看
- Milwaukee Brewers: All-Time Team
- Brewers award winners and league leaders
- Brewers statistical records and milestone achievements
- Brewers players of note
- Brewers broadcasters and media
- Brewers managers and ownership

## 外部連結
- 密爾瓦基釀酒人官方網站 （页面存档备份，存于）（英文）
- 密爾瓦基釀酒人的Facebook專頁
- 密爾瓦基釀酒人的Instagram帳戶
- 密爾瓦基釀酒人的X（前Twitter）
- YouTube上的密爾瓦基釀酒人頻道

1. ↑  McCalvy, Adam. . Brewers.com (MLB Advanced Media). November 19, 2020  [February 2, 2021]. （原始内容存档于2024-12-17）.